# 타임 머신 (소프트웨어)
타임 머신(Time Machine)은 macOS에 포함되어 있는 백업 소프트웨어로 애플이 개발하였다. 맥 OS X 레퍼드부터 운영체제에 포함되어있었다.

## 개요
타임 머신은 다른 백업 유틸리티와 같이 나중에 복원할 수 있는 증식 파일 백업본을 만든다. 그 뒤에 사용자가 완전한 시스템, 여러 개의 파일, 또는 하나의 파일을 복원할 수 있게 만들어 준다. 아이워크, 아이라이프, 또 몇 가지 다른 호환 프로그램에서 동작하며 응용 프로그램을 끝내지 않고 개개의 객체(사진, 연락처, 달력 이벤트)를 복원할 수 있다. 애플 지원 인사부는 다음과 같이 언급하였다: "타임 머신은 백업 유틸리티이지, 압축 유틸리티가 아니며 오프라인 기억 장치로서 고안된 것이 아니다. 타임 머신은 디스크의 가장 최근의 상태를 저장한다. 스냅샷의 기간이 지날수록 최근의 스냅샷보다 우선 순위를 떨어트릴 것이다."
타임 머신은 애플의 에어포트 네트워킹을 통해 사용자가 애플 매킨토시 컴퓨터를 백업할 수 있게 도와 주지만 일반 NAS 장치나 서버로의 백업을 지원하지 않는다. 애플의 타임 캡슐은 타임 머신 백업을 위해 네트워크 기억 장치의 역할을 하며 타임 캡슐의 내부 500GB/1TB 하드 디스크로의 유무선 백업을 허용한다. 타임 머신은 또한 공식적으로 지원하는 것은 아니지만, 에어포트 익스트림 베이스 스테이션에 연결된 USB 하드 디스크에 백업할 수도 있다.

## 사용자 인터페이스
타임 머신의 사용자 인터페이스는 애플의 코어 애니메이션 API를 사용한다. 이 API가 실행되자마자, 타임 머신은 사용자 바탕 화면에 있는 사용 중인 파인더나 응용 프로그램 창을 띄운다. 각 창은 폴더와 응용 프로그램의 과거 날짜/시간 상태를 스냅샷으로 보여 준다.

## 요구 사항
타임 머신은 일반 컴퓨터나, 애플 에어포트 익스트림을 통한 네트워크 상의 컴퓨터, 또는 USB 포트에 부착된 시동되지 않는 하드 드라이브나 파티션을 요구한다. 또 타임 머신이 실행 중인 컴퓨터와 공유하도록 설정되어 있어야 한다. (암호 보호를 사용할 수도 있다)
내부 하드 드라이브나 파티션으로 백업할 수 있지만, USB나 파이어와이어에 연결된 외장 하드 드라이브 백업할 것을 권장한다. 볼륨은 반드시 저널링을 사용하는 HFS 플러스 파일 시스템으로 포맷되어 있어야 한다. 외장 하드 드라이브는 일반적으로 FAT32 파일 시스템으로 미리 포맷이 되어 있다. 타임 머신을 사용하려면, 하드 드라이브가 먼저 아무런 데이터도 없는 상태로 포맷되어야 한다. 하드 드라이브가 이미 HFS 파일 시스템을 사용하고 있다면 포맷을 할 필요가 없다.

## 참조
1. ↑  Apple - Mac OS X Leopard - Features - Time Machine
2. ↑  Apple says AirPort Disk use with Time Machine is unsupported
3. ↑  “New Apple feature sends users back in time - CNET News”. 2012년 7월 11일에 원본 문서에서 보존된 문서. 2012년 7월 11일에 확인함.
4. ↑  “Mac OS X v10.5: Where can Time Machine back up?”. 2008년 3월 27일에 원본 문서에서 보존된 문서. 2008년 4월 13일에 확인함.

## 같이 보기
- 맥 백업
- 버전 관리
- 타임 캡슐